# Sitwell (cràter)
Sitwell és un cràter d'impacte en el planeta Venus de 32,8 km de diàmetre. Porta el nom d'Edith Sitwell (1887-1964), poetessa britànica, i el seu nom va ser aprovat per la Unió Astronòmica Internacional el 1994.